# Kamppi (wijk)
Kamppi is een stadsdeel van de Finse hoofdstad Helsinki en is het zakendistrict van de stad. De naam Kamppi is afgeleid van het Zweedse woord Kamp, dat gevecht betekent, en bevindt zich op de plek van een 19e-eeuwse Russische kazerne. In de wijk is het Kamppi Centrum gevestigd met de grootste busterminal van de stad en het Kamppi metrostation. Ook bevinden zich hier de Kapel van Kamppi en het Kunstmuseum van Helsinki.

## Afbeeldingen

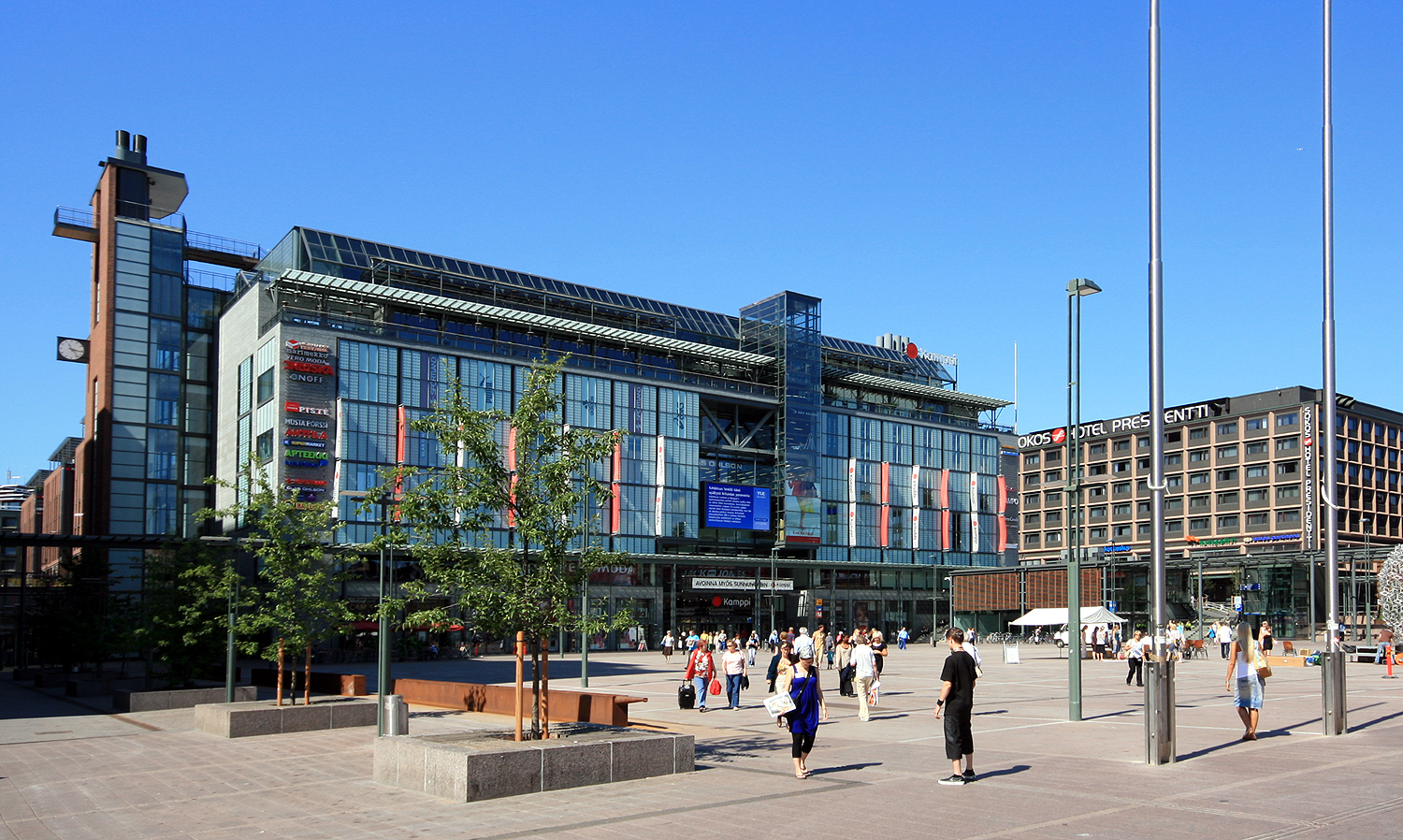
Kamppi Centrum
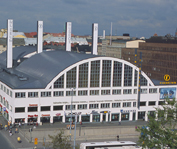
tennispalatsi met kunstmuseum
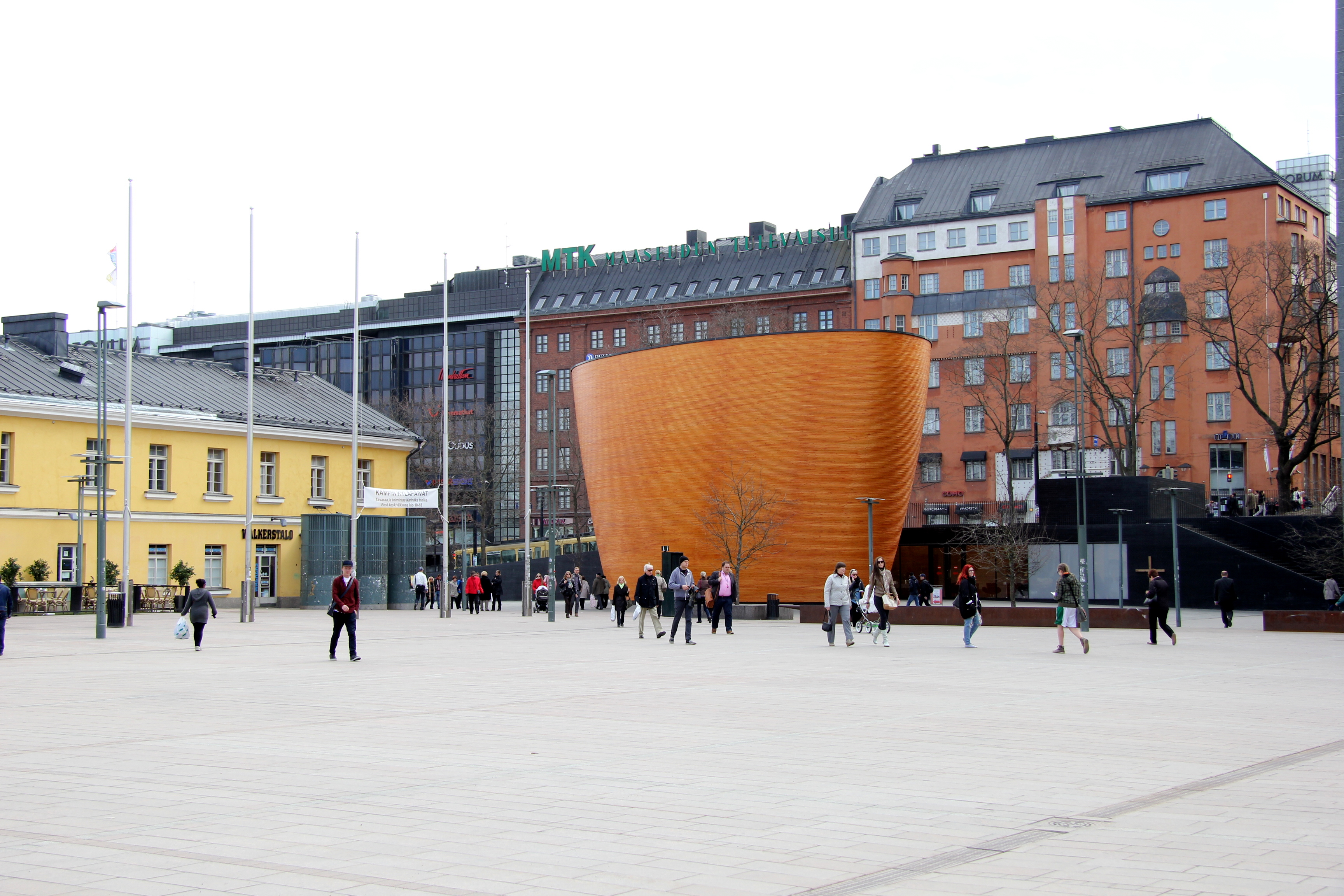
Kapel van Kamppi